# Stroud
Stroud ist eine Mittelstadt im Stroud District im südwestenglischen Gloucestershire, die beim Zensus 2011 knapp 32.700 Einwohner hatte.

## Geographie
Stroud liegt im Westen der Cotswolds etwa 13 Kilometer südlich von Gloucester am River Frome. Die Stadt liegt direkt östlich von Stonehouse und einige Kilometer westlich von Chalford beziehungsweise nördlich von Nailsworth. Stroud liegt dabei nur auf etwa 50 Metern Höhe über Meeresspiegel in einer Region namens Golden Valleys, die sich in Stroud zu einem großen Tal vereinen. Abgesehen vom Stadtzentrum gibt es zahlreiche Ortsteile insbesondere westlich und östlich der Stadt. Je nach Definition umfasst die Stadt Stroud dabei nur das kleinere Civil Parish Stroud, oder auch noch weitere Civil Parishes im Umland, die eine sogenannte Built-up area sub division bilden. Daher liegt die Stadt insgesamt in Civil Parishes, wobei die Stadt im Prinzip nur aus acht Civil Parishes besteht, der neunte Civil Parish Minchinhampton umfasst nur die Ortslage Walls Quarry. Stroud ist daneben Zentrum eines urbanen Raums, der unter anderem auch Stonehouse umfasst.
Stadtgliederung von Stroud (im größeren Sinne)
Minchinhampton, von dem nur die Ortslage Walls Quarry zu Stroud gehört, ist nicht mit aufgeführt. Bei den aufgehörten Civil Parishes bedeuten in Klammern gesetzte Ortsteile, dass sie nicht zur eigentlichen Stadt Stroud gehören.
| Civil Parish            | Einwohner 2011 | Ortsteile                                                                                                |
| ----------------------- | -------------- | --- |
| Brimscombe and Thrupp   | 1.830          | Brimscombe, Far Thrupp, Thrupp, Upper Bourne                                                             |
| Cainscross              | 6.479          | Caincross, Cashes Green, Dudbridge, Ebley, Hamwell Leaze                                                 |
| King’s Stanley          | 2.359          | King’s Stanley, (Middleyard), Selsey, (Selsey West)                                                      |
| Leonard Stanley         | 1.446          | Leonard Stanley, (Stanley Downton)                                                                       |
| Randwick and Westrip    | 1.423          | Cashes Green, Puckshole, Randwick, Westrip                                                               |
| Rodborough              | 5.334          | (Bagpath), (Bownham), Butterrow, (Houndscroft), Kingscourt, Lightpill, Rodborough, Stanfields, The Butts |
| Stroud                  | 13.259         | Badbrook, Beeches Green, Bowbridge, Highfield, Mount Pleasant, Park End, Puckshole, Stroud, Stroud Hill  |
| Whiteshill and Ruscombe | 1.161          | Highfield, Whiteshill, Ruscombe                                                                          |

Verwaltungsgeographisch gesehen gehört die Stadt zum gleichnamigen Stroud District im Gloucestershire in South West England. Wahlkreisgeographisch gesehen ist Stroud zu großen Teilen Teil des ebenfalls gleichnamigen Wahlkreises Stroud. Erneut ist hier Walls Quarry die Ausnahme, das bereits zum Wahlkreis The Cotswolds gehört.

## Geschichte
Stroud war dank der Textilindustrie bereits im 19. Jahrhundert eine blühende Stadt. In Stroud gab es zahlreiche Textilfabriken, die von ortsnahen Färbereien beliefert wurden. Durch ihre geographische Lage nahe der Cotswolds kam seit dem Ende des 19. Jahrhunderts der Tourismus als ein weiterer Wirtschaftszweig hinzu, dessen Bedeutung wuchs, nachdem im 20. Jahrhundert eine Textilfabrik nach der anderen schloss.
Im 21. Jahrhundert präsentiert sich Stroud vor allem als Ausflugsziel und als Kulturstadt. So gibt es diverse kleine Kulturläden, Galerien und Einzelhandelsgeschäfte sowie Festivals, die Besucher anziehen sollen. Als die später bekanntgewordene Band The Beatles im März 1962 im Gemeindesaal von Stroud auftrat, wurde sie dort mit Pennys beworfen. Zudem gibt es eine verhältnismäßig ausdehnte Gastronomiekultur sowie einen überregional bekannten Bauernmarkt. 2021 wurde die Stadt von der Sunday Times als „lebenswerteste Stadt des Vereinigten Königreiches“ bezeichnet. Die Zeitung begründete dies mit den vielen Grünflächen in der Stadt, der guten Verkehrsanbindung, den guten Bildungseinrichtungen – Stroud hat eine Reihe diverser Schulen für unterschiedliche Altersklassen – und dem „unabhängigen Geist“ der Bewohner. Ferner ist die Stadt bekannt für ein auf Umweltfreundlichkeit und Nachhaltigkeit bedachtes Image. So gilt die Stadt als eine Art Hochburg von Extinction Rebellion.
Einwohnerzahlen
| Jahr      | 1801  | 1811  | 1821  | 1831  | 1841  | 1851  | 1861         | 1871  | 1881          | 1891          | 1901  | 1911  | 1921  | 1931         | 1941   | 1951   | 1961 | 1971 | 1981 | 1991 | 2001 | 2011   |
| --------- | ----- | ----- | ----- | ----- | ----- | ----- | ------------ | ----- | ------------- | ------------- | ----- | ----- | ----- | ------------ | ------ | ------ | ---- | ---- | ---- | ---- | ---- | ------ |
| Einwohner | 5.422 | 5.321 | 7.097 | 8.607 | 8.680 | 8.798 | 7.848 Anm. 1 | 9.957 | 11.112 Anm. 2 | 11.519 Anm. 3 | 7.673 | 7.442 | 7.246 | 6.978 Anm. 4 | 15.972 | 17.468 | ?    | ?    | ?    | ?    | ?    | 32.670 |

## Verkehr
Stroud ist gut ans regionale Straßennetz angebunden. So gibt es einige Nord-Süd-Verbindungen. Am wichtigsten ist aber die Ost-West-Trasse entlang des River Frome, wo unter anderen die A419 road sowie die Eisenbahnstrecke Golden Valley Line entlangführt. Ferner ist Stroud durch diverse Verbindungen ans englische Busnetz angebunden.

## Bauwerke
Stroud hat hunderte von Gebäuden, die auf die Statutory List of Buildings of Special Architectural or Historic Interest aufgenommen wurden. Hauptsächlich sind das Wohnhäuser, Kirchen sowie industrielle Bauten, die mehrheitlich als Grade II buildings, einige auch als Grade II* buildings kategorisiert wurden. Es gibt aber auch mindestens vier Grade I buildings in Stroud. Namentlich sind das die Stanley Mills, die Church of St George und die Church of All Saints, allesamt in King’s Stanley, sowie die Nether Lypiatt Manor in Brimscombe and Thrupp.

## Städtepartnerschaften
- Saint-Ismier[19]
- Stroud (Oklahoma)
- Stroud (New South Wales)
- Duderstadt

## Persönlichkeiten
- John Perry (1670–1732), Wasserbauingenieur
- John Canton (1718–1772), Physiker
- Edwin Beard Budding (1796–1846), Ingenieur und Erfinder des Spindelmähers und des Engländers
- Humphrey Davy Findley Kitto (1897–1982), Altphilologe
- Laurie Lee (1914–1997), Schriftsteller
- Anthony Kershaw (1915–2008), Politiker und Mitglied der Conservative Party
- Katie Fforde (* 1952), Schriftstellerin
- Alan Hollinghurst (* 1954), Schriftsteller
- Marty Watkins (* 1962), Skilangläufer
- Anna Edwards (* 1976), Schauspielerin und Model
- Emma McClarkin (* 1978), Politikerin